# 萨勒曼·本·哈马德·阿勒哈利法 (1894年)
萨勒曼·本·哈马德·阿勒哈利法（1894年10月10日—1961年11月2日）從1942年開始擔任巴林統治者，一直於1961年逝世為止都擔任巴林哈基姆，在位19年。他的繼任者是他的兒子伊萨·本·萨勒曼·阿勒哈利法，在1961年12月上任。

## 关联条目
- 巴林国王
- 阿勒哈利法家族

## 外部連結
- Photograph of Shaikh Salman